# Bischofswieser Ache
Die Bischofswieser Ache, auch Bischofswiesener Ache genannt, ist ein etwa acht Kilometer langes Fließgewässer im südlichen Landkreis Berchtesgadener Land.

## Verlauf
Sie entsteht etwas vor dem Bischofswiesener Ortsteil Winkl durch den Zusammenfluss des bedeutenderen rechten Frechenbachs, der wenig zuvor noch den Weißbach aufgenommen hat, und des letzten Stücks Mausbach seines linken Oberlaufstrangs und mündet, nachdem sie das Gemeindegebiet von Bischofswiesen von Nordwest nach Südost und die Tristramschlucht durchflossen hat, beim Gmundberg in die Ramsauer Ache. Auf weiten Strecken wird sie bis zur Mündung von der Bahnstrecke Bad Reichenhall–Berchtesgaden begleitet.